# NGC 3636
NGC 3636 é uma galáxia elíptica (E) localizada na direcção da constelação de Crater. Possui uma declinação de -10° 16' 55" e uma ascensão recta de 11 horas, 20 minutos e 25,0 segundos.
A galáxia NGC 3636 foi descoberta em 4 de Março de 1786 por William Herschel.